# Канчура
Канчура́ (рос. Канчура, башк. Ҡансыра) — присілок у складі Куюргазинського району Башкортостану, Росія. Входить до складу Шабагіської сільської ради.
Населення — 185 осіб (2010; 188 в 2002).
Національний склад:
- башкири — 84%